# 一生青春、一緒に青春/FOCUS!
『一生青春、一緒に青春/FOCUS!』（いっしょうせいしゅん いっしょにせいしゅん/フォーカス）は、2024年7月24日に発売された風男塾の34thシングル（両A面シングル）。

## 概要
「FOCUS!」は、ニトリJD.LEAGUE 2024（日本女子ソフトボールリーグ）公式テーマソング。
「一生青春、一緒に青春」のセリフパートはメンバー自身が考えた。
メンバーは、柚希関汰、英城凛空、葉崎アラン、天堂太陽、胡桃沢鼓太郎、凰紫丈源、赤星良宗。

## 収録曲
テイチクレコード公式サイト内の紹介ページによる。

### 初回限定盤A
［CD］
1. 一生青春、一緒に青春
  - 作詞：木下龍平（SUPA LOVE）・風男塾　/ 作曲・編曲：木下龍平（SUPA LOVE）
2. FOCUS!
  - 作詞・作曲・編曲：成田忍
3. Sing for you
  - 作詞・作曲・編曲：invisible manners

［DVD］
「一生青春、一緒に青春」MUSIC VIDEO

「一生青春、一緒に青春」MUSIC VIDEO メイキング

### 初回限定盤B
［CD］
1. 一生青春、一緒に青春
2. FOCUS!
3. Sing for you

［DVD］
特典映像「"FOCUS!" のティザー映像をメンバーで作ってみた」

### 通常盤
［CD］
1. 一生青春、一緒に青春
2. FOCUS!
3. Sing for you
4. 一生青春、一緒に青春（Instrumental）
5. FOCUS!（Instrumental）
6. Sing for you（Instrumental）

［封入特典］
ランダムトレーディングカード（全7種）